# Guldflorskinn
Guldflorskinn (Botryobasidium aureum) är en svampart som beskrevs av Parmasto 1965. Guldflorskinn ingår i släktet Botryobasidium och familjen Botryobasidiaceae.  Arten är reproducerande i Sverige. Inga underarter finns listade i Catalogue of Life.

## Källor

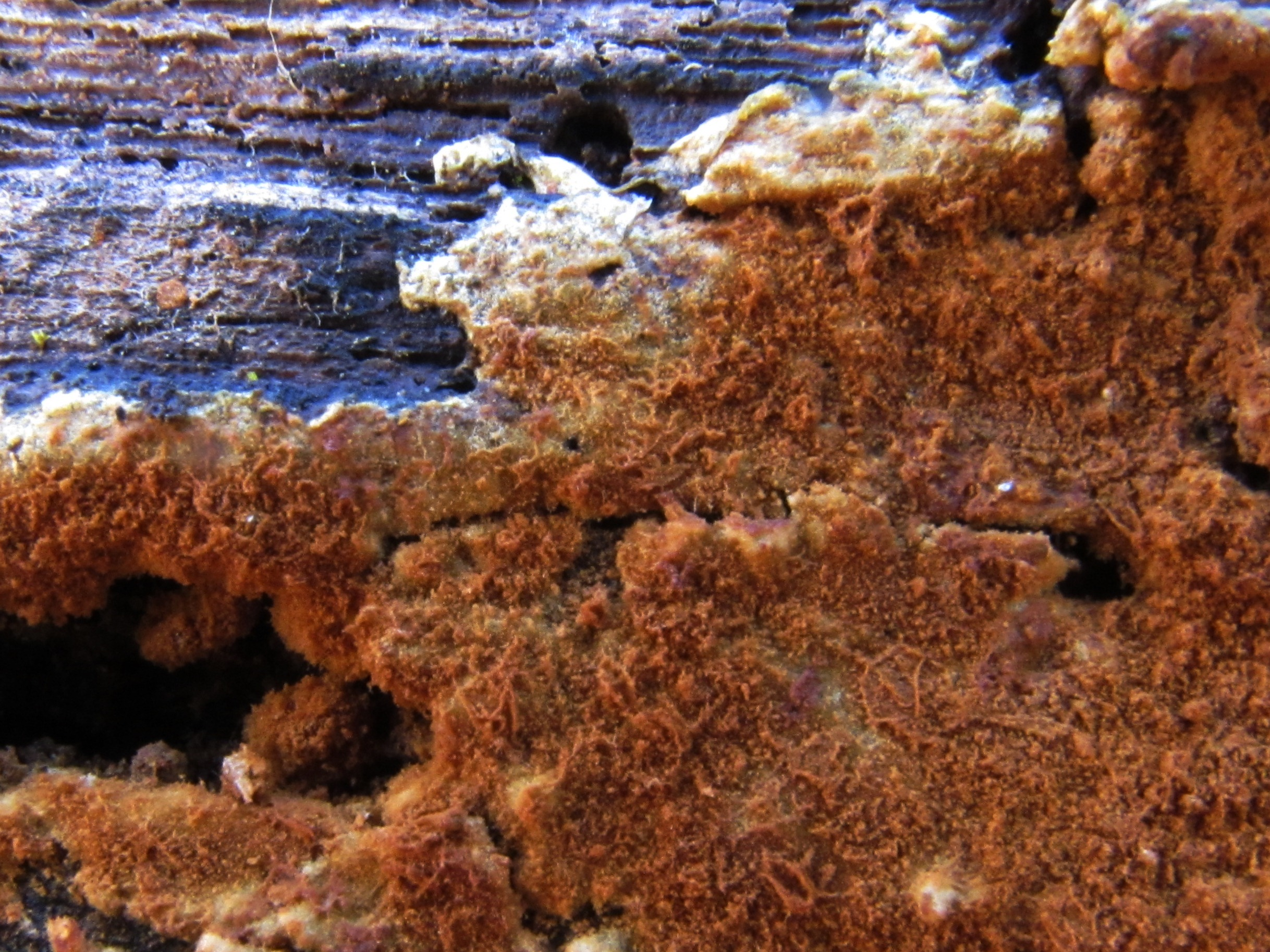
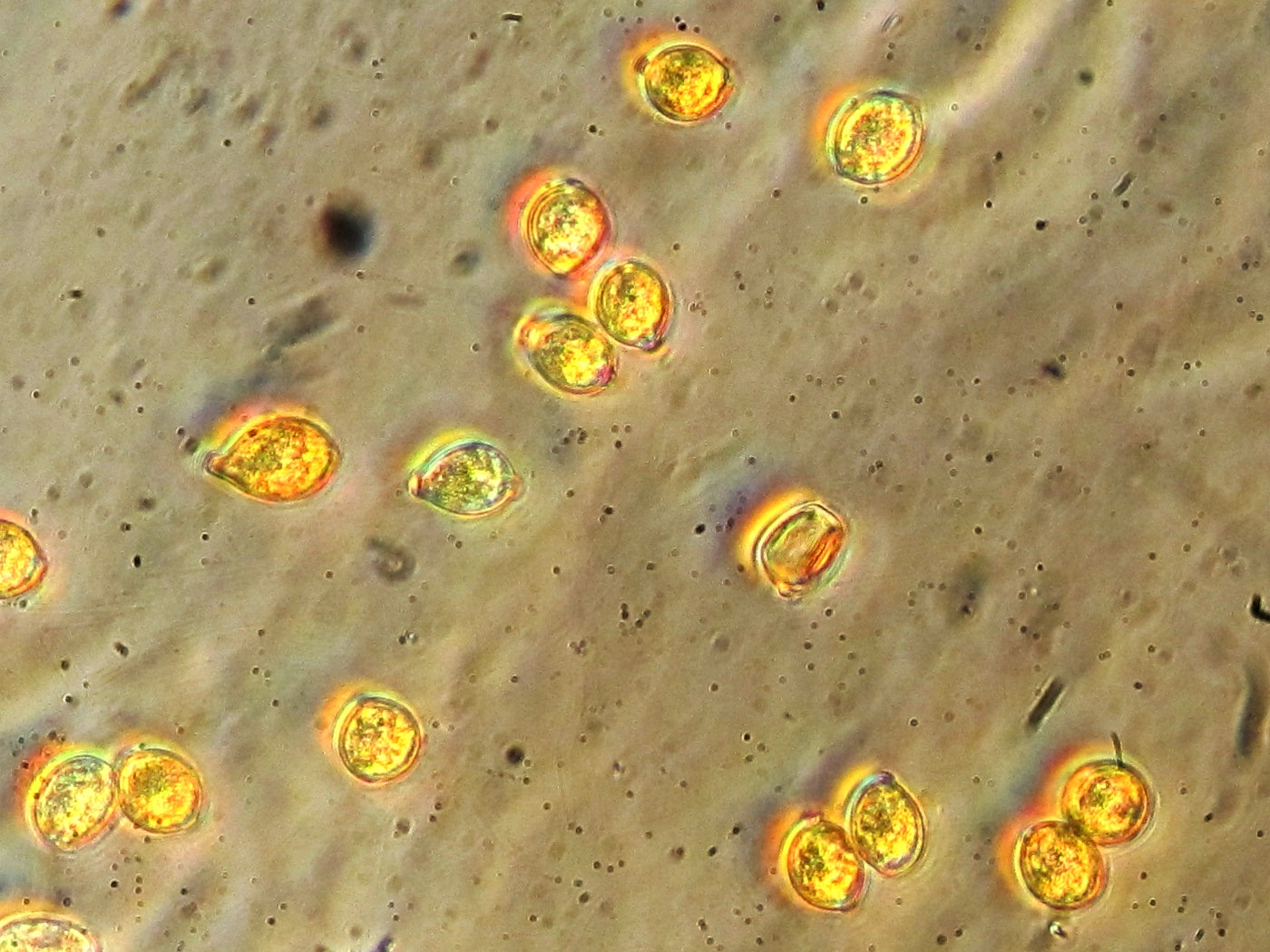
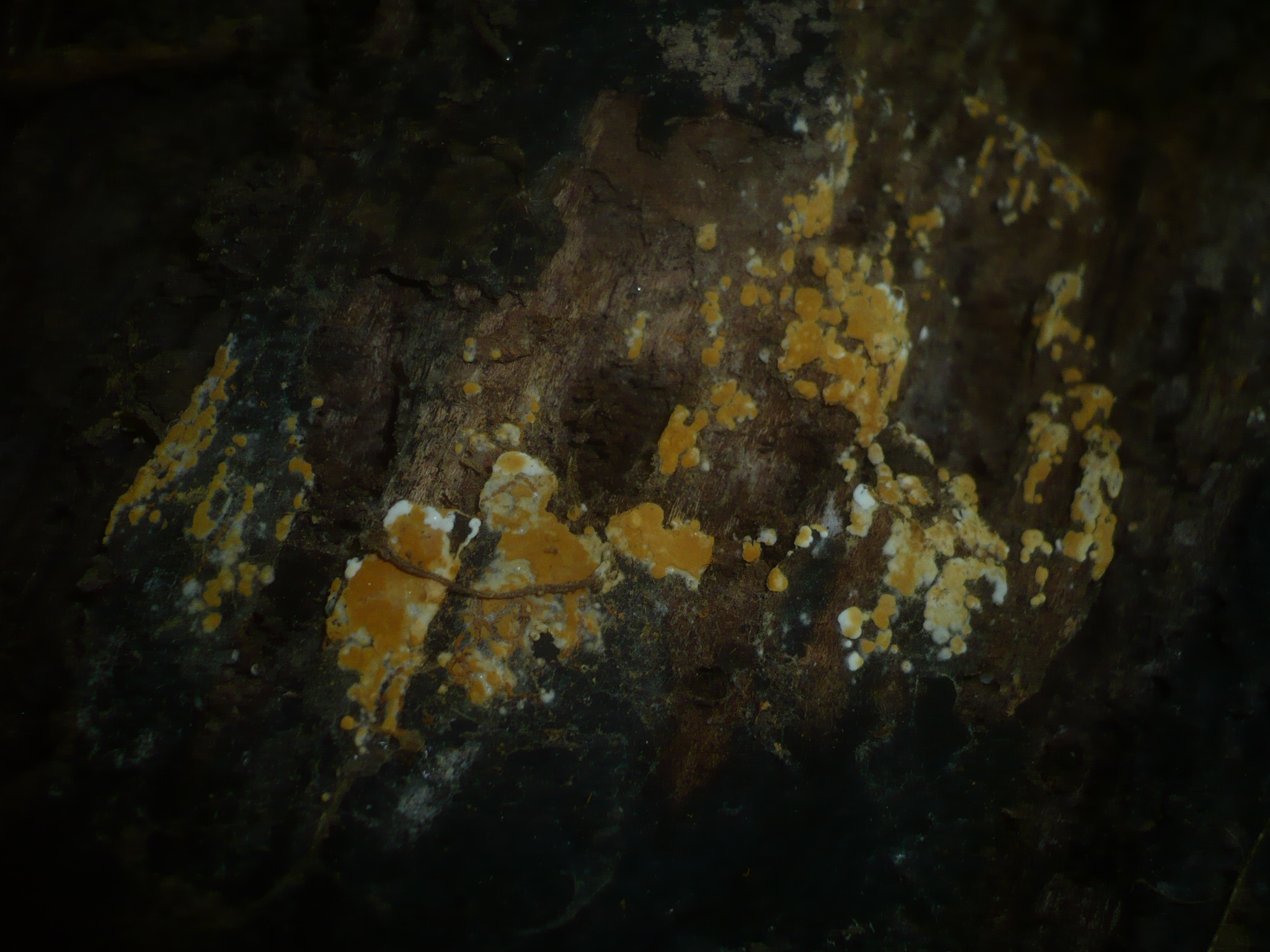
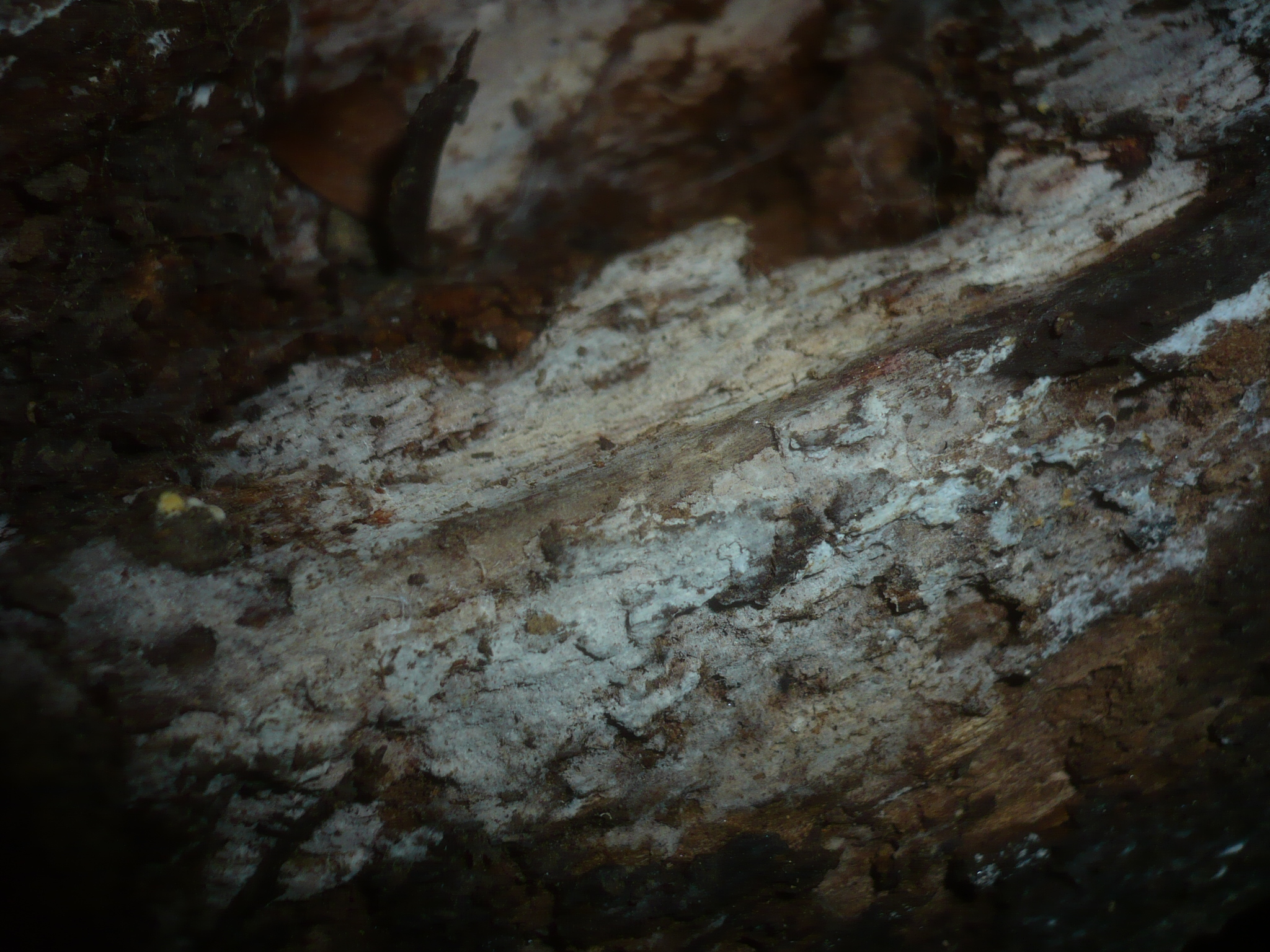